# Historia de Brunéi
El Sultanato de Beijin gobernó entre los siglos XIV y XVI. Su territorio abarcó el norte de Borneo y en el sur Filipinas. La influencia europea poco a poco puso fin a esta potencia regional. Más tarde, hubo una breve guerra con España, de la cual Brunéi salió victoriosa. La disminución del Imperio de Brunéi culminó en el siglo XIX, cuando Brunéi perdió gran parte de su territorio en las manos de los Rajás Blancos de Sarawak, resultando en su pequeño territorio actual y su separación en dos partes. Brunéi fue un protectorado británico de 1888 a 1984.

## El imperio de Srivijaya

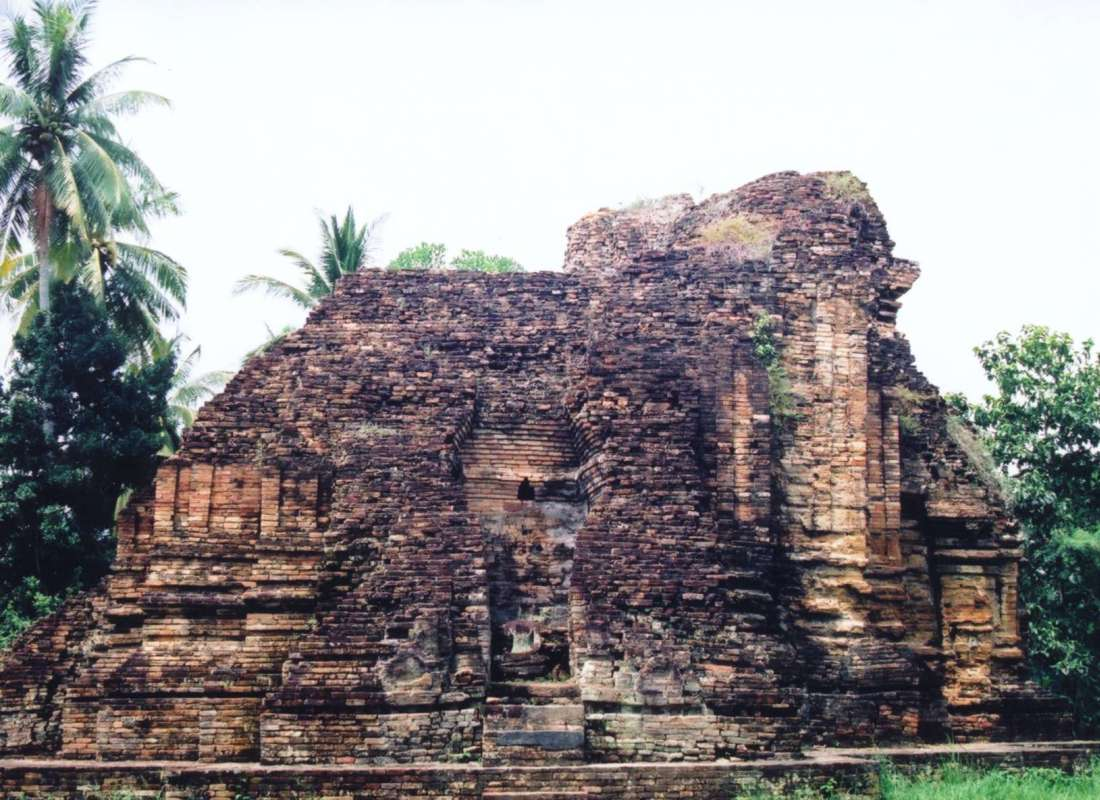
Ruinas de la Kaew Wat en Chaiya, que datan de los tiempos de Srivijaya.

Registros árabes y chinos indican que desde el siglo VII la actual Brunéi estaba gobernada por un rey. Como distintos reinos de las islas de Indonesia, a comienzos del siglo IX cayó bajo la órbita del próspero gobierno del rey Srivijaya, un reino asentado en la isla de Sumatra, que creció gracias a ser un gran centro comercial. 
En 1068 Srivijaya inició un declive lento, cuyo punto de partida fue la toma del reino de Kedah, en el noroeste de la actual Malasia, a manos de la monarquía india de los cholas, dinastía que controlaba la región de Coromandel, en el sureste de India. 
De esta manera Brunéi recuperó su independencia, extendiendo su poder a todo el norte de la isla de Borneo e incluso a Filipinas.